# Albrecht Erlenmeyer

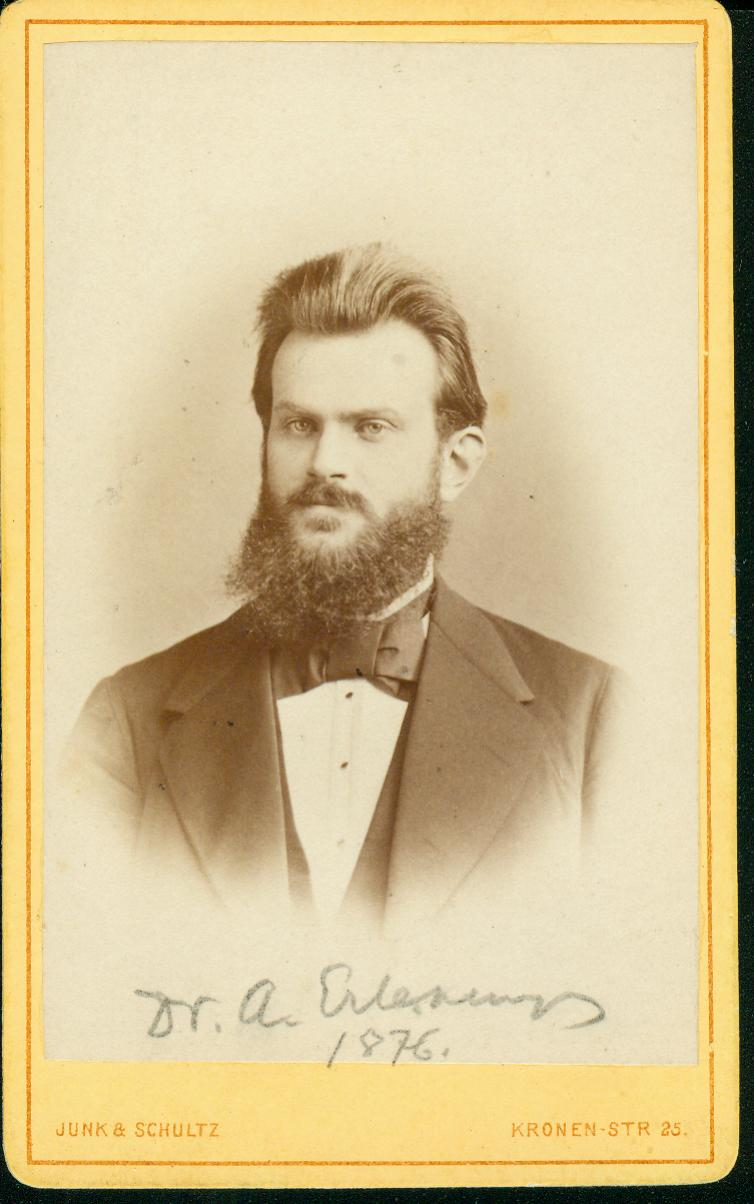
Albrecht Erlenmeyer als Landsmannschafter der Teutonia Bonn im Jahr 1876

Friedrich Albrecht Erlenmeyer (* 9. März 1849 in Bendorf; † 7. Juli 1926 daselbst) war ein deutscher Psychiater und Graphologe.

## Leben
Der Sohn des Psychiaters Adolph Erlenmeyer und Neffe von Emil Erlenmeyer legte am Gymnasium in Koblenz das Abitur ab. Im Anschluss daran studierte er in Bonn, Halle, Würzburg und Greifswald Medizin. Während des Studiums wurde er Mitglied der Landsmannschaften Teutonia Bonn, Teutonia Halle sowie Makaria Würzburg. 1872 wurde Erlenmeyer in Greifswald mit einer Arbeit Über das cicatricielle Neurom promoviert. Übernahm 1877 nach dem Tod seines Vaters (Adolph Albrecht E.) die Tätigkeit als dirigierender Arzt der von seinem Vater 1848 gegründeten Erlenmeyer'schen Anstalten für Gemüts- und Nervenkranke in Bendorf. Die im Jahre 1866 von seinem gleichnamigen Vater errichtete und 1877 umgebaute Heilanstalt für Nervenkranke wandelte Erlenmeyer 1890/91 um in die Wasserheilanstalt „Rheinau“. Fortan gehörten zu seinen Kurmitteln die gesamte Wasserheilmethode, die Elektrotherapie, Kohlensäure- und Fichtennadelbäder sowie die Heilgymnastik und Massage.
Erlenmeyer veröffentlichte eine Vielzahl neurologischer und psychiatrischer Arbeiten sowohl in in- als auch ausländischen Zeitschriften. 1878 gründete er das Centralblatt für Nervenheilkunde, Psychiatrie und gerichtliche Psychopathologie, dessen Redaktion er 12 Jahre führte. 1895 gab er mit William Thierry Preyer und Wilhelm Langenbruch (1860–1932) die Die Handschrift, Blätter für wissenschaftliche Schriftkunde und Graphologie heraus.
Einer seiner wissenschaftlichen Schwerpunkte war die Epilepsie und deren Behandlung. U.a. entwickelte er Ende des 19., Anfang des 20. Jahrhunderts ein damals weit verbreitetes bromhaltiges Wasser zur Epilepsietherapie, das auf 750 ml Wasser jeweils vier Gramm Kalium- und Natriumbromid sowie zwei Gramm Ammoniumbromid enthielt.
Besondere Aktivitäten entwickelte Erlenmeyer auch als Freimaurer. Er ist am 18. Oktober 1877 in die Koblenzer Loge Friedrich zur Vaterlandsliebe aufgenommen worden und war zeitweise deren Meister vom Stuhl. Er war Ehrenmitglied zahlreicher anderer Logen und als freimaurerischer Autor tätig.

## Auszeichnungen
- Albrechts-Orden I. Klasse,
- Waldeckschen Verdienstorden II. Klasse
- Wasaorden, 1866
- Ehrenbürgerrecht der Stadt Bendorf, 1922
- Ehrenmitglied der Société Royale de Médecine Mentale de Belgique

## Werke
- Die Schrift: Grundzüge ihrer Physiologie und Pathologie, Stuttgart 1879
- Über statische Reflexkrämpfe, Leipzig 1885
- Die Morphiumsucht und ihre Behandlung, 3. Aufl., Neuwied: Heuser 1887
- Unser Irrenwesen, Studien und Vorschläge zu seiner Reorganisation, Wiesbaden 1896
- Die Principien der Epilepsiebehandlung, Wiesbaden 1911
- Erste Hilfe bei Geisteskranken, Bonn 1919
- Die Entmündigung wegen Trunksucht nach dem BGB